# Harold Rosenthal
Pour les articles homonymes, voir Rosenthal.
Harold Wallace Rosenthal (2 novembre 1947 - 11 août 1976) était un fonctionnaire américain, assistant du sénateur Jacob Javits. Il est mort assassiné lors d'une attaque terroriste à Istanbul, en Turquie. La bourse Harold Rosenthal, qui rémunère des étudiants américains en relations internationales, a été créée en son honneur. 

## Biographie
Harold Rosenthal fait ses études aux universités de Cambridge et Harvard, grâce à des bourses. Après avoir travaillé pour le représentant démocrate de New York Hugh Carey, il rejoint le bureau de Walter Mondale, sénateur démocrate du Minnesota, dont il gère l'agenda législatif. Après un passage au Fonds Rockefeller (en), il retourne au Sénat pour travailler comme assistant principal de Jacob K. Javits, sénateur républicain de l'État de New York.

### Assassinat en 1976
Le 11 août 1976, Harold Rosenthal est l'une des quatre personnes assassinées lors d'une attaque terroriste qui frappe la porte d'embarquement El Al à Istanbul, en Turquie. Parmi les autres victimes figurent le guide japonais Yutaka Hirano et les Israéliens Ernest Eliash, de Petah Tikva, et Shlomo Weisbachs. On compte plus de 20 blessés. Deux assaillants sont capturés et se présentent auprès de la police turque comme étant Mohamed Mehdi et Mohamed Husein al-Rashid du Front populaire de libération de la Palestine,.

### Bourse Harold Rosenthal
En 1977, la bourse Harold Rosenthal en relations internationales est créée en sa mémoire. Elle permet chaque année à neuf à treize étudiants qualifiés de faire un stage d'été avec un membre du Congrès ou dans un département du gouvernement.

### Théorie du complot
En 1978, paraît une brochure intitulée La tyrannie cachée (en anglais : The Hidden Tyranny) qui contient un entretien que l'écrivain antisémite Walter White aurait mené avec Harold Rosenthal. On y lit que les Juifs américains auraient mis en œuvre un plan de domination du monde, dans le style des Protocoles des Sages de Sion. Le document a été republié dans les années 1990 et distribué en Idaho par un groupuscule raciste, le Messager de la 11ème heure (en), financé par les entrepreneurs Vincent Bertollini et Carl Story. L'Anti-Defamation League le qualifie de faux et se demande pourquoi l'auteur « attendrait pour publier le livret jusqu'en 1978, des années après avoir "parlé" avec Rosenthal, tué par des terroristes en 1976 ». Tom Metzger, ancien membre du Ku Klux Klan, rapporte sur le site White Aryan Resistance que « Cet entretien n'a jamais eu lieu. Walter White a agi en roue libre sur certains sujets, comme celui-ci […] Cette interview est fausse. » Dans son livre Nos voisins terroristes : Le mouvement des milices et la droite radicale, Daniel Levitas attribue la fausse interview à l'épouse de Walter White, Opal Tanner White, une assistante du pasteur d'extrême-droite Gerald Smith (en).